# Малая Борисовка (Ульяновская область)
Малая Борисовка — село в составе Черёмушкинского сельского поселения Инзенского района Ульяновской области. 

## География
Находится на левом берегу реки Кеньша на расстоянии примерно 19 километров на юг-юго-восток по прямой от районного центра города Инза. 

## История
Известна была еще в 1913 году. С 1929 по 1950 существовал колхоз «Красный Маяк». В конце советского периода работал  совхоз «Залесный».

## Население
Население составляло 134 человека в 2002 году (русские 100%), 96 по переписи 2010 года.